# Pies Binfordów
Pies Binfordów (ang. Family Dog, 1993) – amerykański serial animowany, opowiadający o zwykłej amerykańskiej rodzinie i ich niegrzecznym psie.

## Spis odcinków
1. Show Dog
2. Hot Dog at the Zoo
3. Doggone Girl is Mine
4. Enemy Dog
5. Eye on the Sparrow
6. Call of the Mild
7. Dog Days of Summer
8. Party Animal
9. Family Dog Goes Homless
10. Family Dog Gets Good and Sick